# Фоант (сын Борисфена)
Фоант (др.-греч. Θόας) — персонаж древнегреческой мифологии. Царь тавров (тавроскифов). Сын речного бога Борисфена. Хотел принести в жертву Ореста и Пилада Убит Орестом. Или убит Ифигенией. Согласно Гигину, тождествен отцу Гипсипилы.
Действующее лицо трагедий Софокла «Хрис» и Еврипида «Ифигения в Тавриде».